# 明石英一郎のアタックヤング
『明石英一郎のアタックヤング』（あかしえいいちろうのアタックヤング）はかつてSTVラジオ（札幌テレビ放送ラジオ局）で放送されていた番組。パーソナリティはSTVアナウンサーの明石英一郎。放送は1988年10月15日 - 1999年3月29日。
アタックヤングをアタヤンPUSH!とリニューアルすることに伴い終了した。

## 放送期間
- 毎週土曜日放送 1988年10月15日 - 1997年3月（土曜日時代は『STVラジオ・サタデーナイトスペシャル 明石英一郎のアタックヤング』と名乗っていた）
- 毎週月曜日放送 1997年4月 - 1999年3月29日

## 主要コーナー

### わたしオナってます
初期の名物コーナー。敏いとうとハッピー&ブルーの「わたし祈ってます」をBGMに（途中祈ってますの部分で明石がオナってますと歌う）、オナニーのネタや方法などオナニーに関してあれば何でも有りのコーナー。
後期BGMは「スーダラ節」の”わかっちゃいるけどやめられね。”のフレーズのあと「わたしの彼は左きき」に変更された（左コキをイメージしたものであると考えられる）。

### 年上のお姉さん
『明石英一郎のアタックヤング』でも特に人気が高かったコーナー。サンタナの『哀愁のヨーロッパ』に乗せてリスナーから寄せられた身近の年上女性との淡い体験を読み上げ、クライマックス（サビ）に入ると明石が決め台詞「ポコチングイーン」を絶叫するという企画だった。
このコーナーは性に悶々とする青少年から絶大な支持を集め、放送当時からSTVの昼の番組に同曲のリクエストが寄せられるという現象が起きた。
- この決め台詞には男性用と女性用があり、ごくまれに女性リスナーからの投稿があった場合は、明石が女性用の決め台詞を絶叫していた。
- 明石が興奮のあまり、投稿に書いていないことを脚色することもままあった。このため投稿者から後日抗議が来ることもあったが、逆にこのコーナーの放送がなければリスナーから「なぜ先週このコーナーがなかったのか」という声が多く寄せられたので、このコーナーの放送をしてもしなくてもリスナーから抗議が来るという状況に陥ったこともあった。
- このコーナーの後に曲をかける場合、「お耳直しです」と前置きした上で流すことがあった。

### 男の子女の子・素朴な疑問
リスナーによる異性への素朴な疑問を明石が解決していくコーナー。明石は「日本全国疑問がいっぱい、疑問に思えば福が来る。素朴な疑問、略して、そぼぎ!そぼぎ!そぼぎ!そぼぎ!そーぼーぎー!!!」とコーナータイトルで叫んでいた。コーナーテーマは「チンチンポンポン」の1フレーズ、「カバトットのサンバ」。

### 街角インディ・ジョーンズ
90年代初期当時、日替わりで別内容のが放送されていた「ミッドナイトホールルームYear!（Present By 土屋ホーム）」内のコーナー。街角でそんなに大袈裟ではないけど、リスナーのちょっとした冒険を紹介するというもの。コーナーテーマは「レイダース・マーチ」（インディ・ジョーンズのテーマ）。

### クイズいやしんぼクラブ
サッポロビール提供の番組開始当時の人気コーナー。木の葉・鉛筆の芯・リスナーのハガキなど明石が普通食べることはない色々な物を食べて一体何を食べているのかを当てるという内容。ときには口にしたものを吐いている様子までそのまま放送された。

### 史上最低のスレスレ大作戦
逆読みすると下ネタになる短文を投稿するコーナー。番組後期には「ルート0.6（レイコンマロク）」として復活。

### そりゃないぜセニョール
リスナーが直面した理不尽かつ笑える状況を投稿するコーナー。後年同名のコーナーが明石のいんでしょ大作戦!にて復活実施されている。

### 超人ゲロム・1
タイトルはバロム・1のパロディー。毎回替え歌のテーマを歌ってから始まる。
まで歌われた事がある。

### 宇宙みつけた
物静かなBGMをバックに、いろんな日常の中で小さな宇宙を感じた瞬間を紹介する。おちゃらけたイメージのある明石の声がニュースを読んでいるような真面目な声になるコーナーである。

### 通販のコーナー（タイトル失念）
成人雑誌のアダルト通販を買ってみて中身がどうなっているかリスナーが検証するというコーナー。
ただ本当に買ったものなのかネタなのか商品が送られているかどうかまではわからないため不明である。

### 私、血ィうすいんです
自分の体の中で弱い部分を自慢するコーナー。

## エンディング曲
1. 黄色いさくらんぼ （唄・ゴールデンハーフ 88/10 - 90/3 ）
2. 紅洋高校応援歌〜若き獅子たち〜（劇場版アニメ『巨人の星』） （唄・おぼたけし 90/4 - 91/3）
3. 海を抱きしめて （唄・中村雅俊 91/4 - 99/4。『ゆうひが丘の総理大臣』エンディングテーマ。明石が2004年3月をもってラジオのレギュラーから一旦離れる際に、今までの総括として『ずっこけペロンチョ大作戦』の最終回のエンディングにも使用された）